# Verbena hastata
Verbena hastata es una planta de la familia Verbenaceae nativa de América del Norte (Estados Unidos y Canadá).  

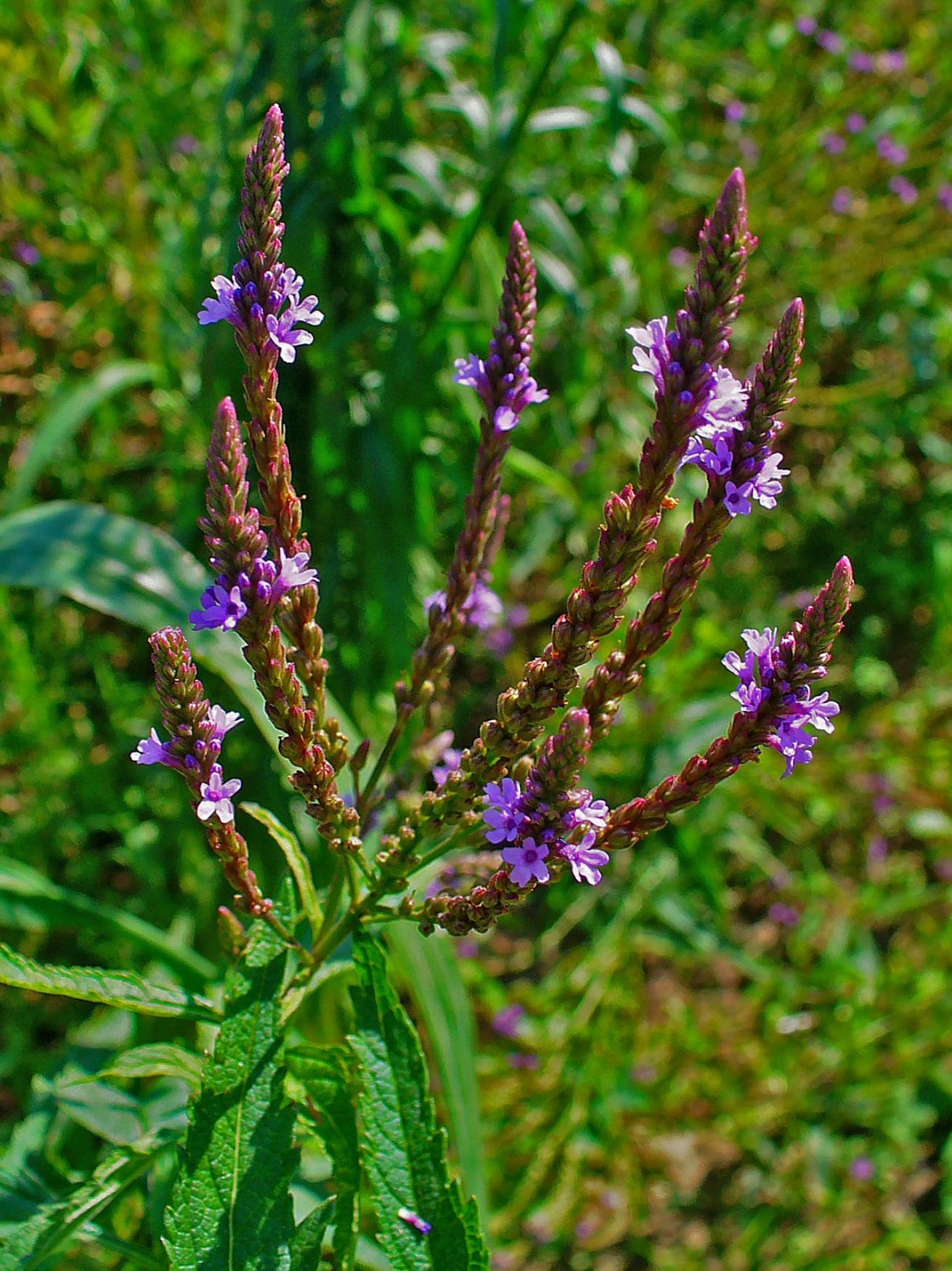
Vista de la planta

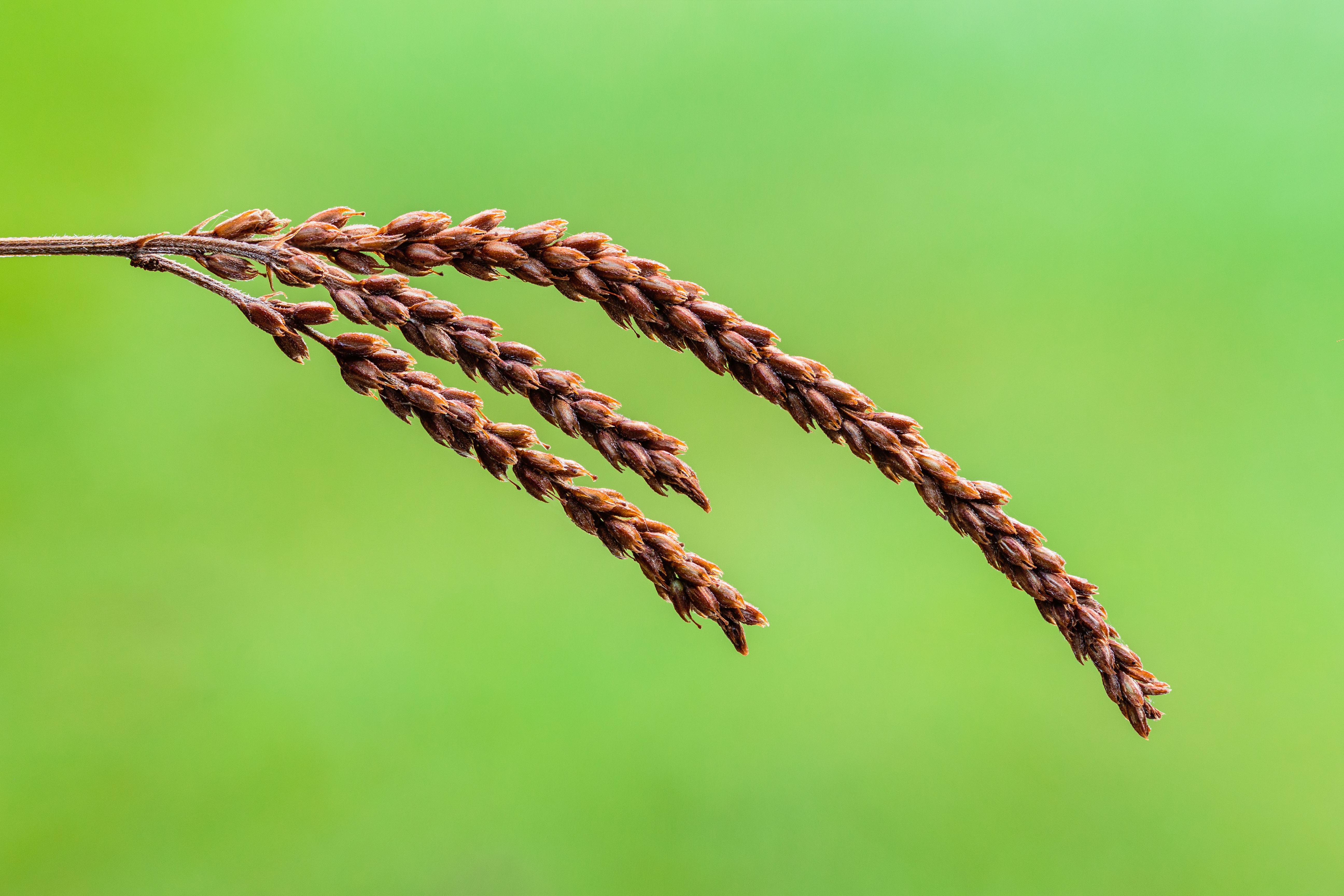
Formación de semillas.

## Descripción
Es una hierba de hojas opuestas simples con márgenes doble serrados. Las diminutas flores, de color malva, aparecen en verano.

## Taxonomía
Verbena hastata fue descrita por Carlos Linneo y publicado en Species Plantarum 1: 20. 1753.
Etimología
Verbena: nombre genérico que es un antiguo nombre latíno de la verbena común europea.
hastata: epíteto latíno que significa "con forma de lanza"
Sinonimia
- Verbena hastata f. albiflora Moldenke
- Verbena hastata f. caerulea Moldenke
- Verbena hastata f. hastata
- Verbena hastata var. hastata
- Verbena hastata var. oblongifolia Nutt.
- Verbena hastata var. paniculata (Lam.) Farw.
- Verbena hastata var. pinnatifida (Lam.) Pursh
- Verbena hastata var. rosea Coleman
- Verbena hastata f. rosea (Coleman) R.H.Cheney
- Verbena hastata var. scabra Moldenke
- Verbena paniculata Lam.
- Verbena paniculata var. pinnatifida (Lam.) Schauer
- Verbena pinnatifida Lam.[3]